# Kuifloze prelaatfazant
De kuifloze prelaatfazant (Lophura diardi) is een vogel uit de familie fazantachtigen (Phasianidae). De wetenschappelijke naam van de soort is voor het eerst geldig gepubliceerd in 1856 door Bonaparte.

## Kenmerken
Het vederkleed is grijs met zwarte golfjes. De zwarte kop bevat rode lellen en de kuif is donkerblauw. De poten zijn rood.

## Voortplanting
Het legsel bestaat uit vijf tot acht bruine eieren, die in ongeveer 24 dagen worden uitgebroed.

## Voorkomen
De soort komt voor in Zuidoost-Azië, en is de nationale vogel van Thailand.

## Beschermingsstatus
Op de Rode Lijst van de IUCN heeft de soort de status veilig.